# Biesme (affluent de l'Aisne)
Pour les articles homonymes, voir Biesme.
La Biesme est une rivière française qui coule dans les départements de la Meuse et de la Marne. C'est un affluent de l'Aisne en rive droite, donc un sous-affluent de la Seine par l'Aisne et l'Oise.

## Géographie
La longueur de son cours d'eau est de 28,1 km.
La Biesme prend sa source dans les hauteurs de l'Argonne au sein de la belle forêt domaniale de Beaulieu, sur le territoire de la localité de Beaulieu-en-Argonne. Son bassin versant est presque entièrement recouvert de bois et forêts. Son orientation générale va du sud-est vers le nord-ouest, le long de ce qui est appelé le Val de Biesme. Elle matérialise la limite entre les départements de la Meuse et de la Marne sur plus de 8 kilomètres. Elle rejoint l'Aisne au niveau des communes de Vienne-le-Château et de Saint-Thomas-en-Argonne.

## Étymologie
En se basant sur l'origine d'autres hydronymes apparentés comme la Biesme (affluent de la Sambre) ou la Biesmelle, on peut supposer que ce nom provient également de la forme Bevena. Ce terme vient du gaulois *Bebronna « rivière aux castors », issu du gaulois bebros « castor ».

## Histoire
La Biesme fut longtemps une frontière entre deux entités territoriales. Aujourd'hui ce sont les départements de la Marne et la Meuse, en région Grand Est, mais jadis c'étaient les territoires des Rèmes et des Médiomatriques, et depuis le traité de Verdun le Royaume de France et le Saint-Empire romain germanique.
La vallée de la Biesme ou Val de Biesme fut longtemps un centre de production industrielle telles les faïences fabriquées de 1735 à 1848 dans la célèbre manufacture des Islettes ou du Bois d'Epense. Outre la faïencerie, on y comptait plusieurs verreries.

## Communes traversées
La Biesme traverse ou longe les communes suivantes :
- département de la Meuse : Beaulieu-en-Argonne, Futeau, Les Islettes, Le Neufour, Lachalade, Le Claon.

- département de la Marne : Florent-en-Argonne, Vienne-le-Château et Saint-Thomas-en-Argonne.

Elle longe aussi la commune marnaise de Sainte-Menehould quoique cette ville soit située nettement hors de son bassin.

## Hydrologie
La Biesme, rivière de l'Argonne est une rivière abondante. Son débit a été observé durant une période de 29 ans (1972-2000), au Claon, localité du département de la Meuse située à une douzaine de kilomètres de distance de son confluent avec l'Aisne. Le bassin versant de la rivière y est de 71,2 km2 (soit plus ou moins les trois quarts de sa totalité).
Le module de la rivière au Claon est de 0,925 m3/s.
La Biesme présente des fluctuations saisonnières de débit très marquées, comme bien souvent dans les régions orientales du bassin de la Seine et dans l'est de la France. Les hautes eaux se déroulent en hiver et se caractérisent par des débits mensuels moyens de 1,6 à 1,94 m3/s, de décembre à mars inclus (avec un maximum en janvier et février). Dès la fin du mois de mars, le débit diminue progressivement jusqu'aux basses eaux d'été, qui ont lieu de début juin à début octobre, et s'accompagnent d'une baisse du débit mensuel moyen allant jusqu'à 0,12 m3/s au mois de septembre. Mais les fluctuations de débit sont bien plus prononcées sur de plus courtes périodes ou d'après les années.
À l'étiage, le VCN3 peut chuter jusque 0,014 m3/s, en cas de période quinquennale sèche, soit 14 litres par seconde, ce qui doit être considéré comme sévère, situation que l'on constate également pour d'autres cours d'eau de l'est du bassin de la Seine comme la Bruxenelle et d'autres affluents de la Saulx.
Les crues peuvent être assez importantes compte tenu de la taille modeste de la rivière et de son bassin versant. Les QIX 2 et QIX 5 valent respectivement 15 et 19 m3/s. Le QIX 10 est de 21 m3/s, le QIX 20 de 23 m3/s, tandis que le QIX 50 vaut 26 m3/s.
Le débit instantané maximal enregistré au Claon durant cette période de 29 ans, a été de 23,3 m3/s le 8 avril 1983, tandis que la valeur journalière maximale était de 17,3 m3/s le 15 février 1990. En comparant la première de ces valeurs à l'échelle des QIX de la rivière, il apparait que cette crue était d'ordre vicennal, et donc destinée à se reproduire plus ou moins tous les 20 ans en moyenne.
La Biesme est une rivière abondante, bien alimentée par de fortes précipitations dans son aire. La lame d'eau écoulée dans son bassin versant est de 411 millimètres annuellement, ce qui est largement supérieur à la moyenne d'ensemble de la France tous bassins confondus (320 millimètres), ainsi qu'à la moyenne du bassin de la Seine (240 millimètres) et de l'Aisne (260 millimètres). Le débit spécifique (ou Qsp) de la rivière atteint 13,0 litres par seconde et par kilomètre carré de bassin.

## Patrimoine - Tourisme

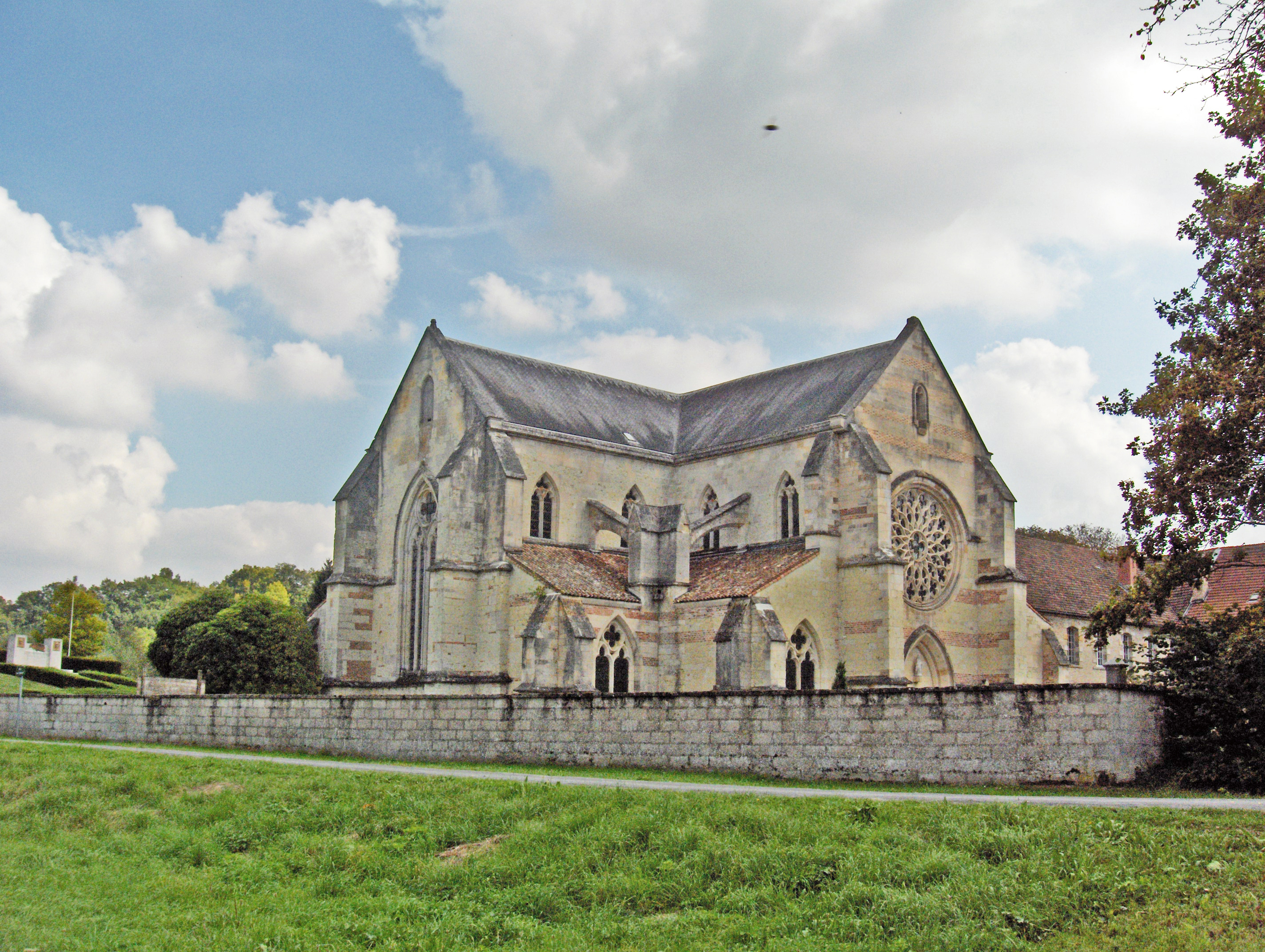
Abbaye de Lachalade.

- Beaulieu-en-Argonne : village pittoresque sis en forêt de Beaulieu dans un site exceptionnel, bâti sur un promontoire dominant le massif de l'Argonne et les côtes de Meuse et siège d'une très ancienne abbaye fondée par le moine irlandais saint Rouin, détruite à la Révolution. Prix européen du village fleuri. Pressoir des Moines en chêne datant du XIIIe siècle et unique au monde. Ancien presbytère (inscrit Monument Historique). Forêt domaniale de Beaulieu. Rochers du Saut du Boulanger (site classé), vallon de Saint Rouin (site classé), terrasse de Beaulieu (site classé). Plusieurs étangs (des Deux-Busines, du Prêtre, Favard...). Ermitage de Saint Rouin en forêt : chapelle de 1955 (Monument Historique) avec retable de l'Assomption (Monument Historique). Fête des Myrtilles début août. Excursions, promenades et randonnées en forêt. Camping, gîte rural.

- Lachalade : Sur le trajet de la chaussée romaine allant de Reims à Verdun et Metz. Vestiges romains mis au jour, tels un buste d'éphèbe, des vases et des bronzes. Une abbaye cistercienne y fut fondée en 1127, l'abbaye de la Chalade (Monument Historique), supprimée à la Révolution. L'abbatiale gothique est un important monument religieux des XIIIe et XIVe siècles (Monument Historique) avec rosace flamboyante, pierre tombales, gisant du XIVe, Vierge à l'Enfant et chartrier (Monument Historique). Bâtiments abbatiaux du XVIIe siècle, le tout bien restauré. Expositions en été. Maisons argonnaises à pans de bois du XIXe siècle. Kaiser-Tunnel construit durant la guerre 1914-18 (inscrit Monument Historique). Monument de la Haute Chevauchée datant de 1925. Ossuaire de la Haute Chevauchée en forêt. Forêt domaniale de la Chalade. Promenades en forêt, randonnées, sentiers aménagés. Chasse et pêche.

- Le Claon : très important site gallo-romain sur le trajet de la voie romaine Reims-Metz. Tombes gallo-romaines du IIe siècle et mobilier de l'époque. Village très pittoresque avec maisons à pans de bois et torchis. Église Saint-Charles du XVIIIe. Forêt d'Argonne. Faune abondante. Promenades, chasse. Gîtes ruraux.